# Banya de Gabriel
La Banya de Gabriel  (també anomenada  Trompeta de Torricelli ) és una figura geomètrica ideada per Evangelista Torricelli que té la característica de posseir una superfície infinita però un volum finit.

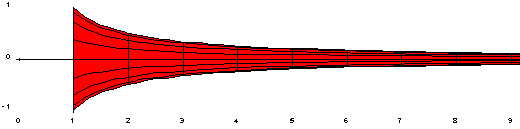
Imatge parcial de la Banya de Gabriel (o Trompeta de Torricelli).

## Història
En el moment del seu descobriment, va ser considerat una paradoxa. Aquesta paradoxa aparent ha estat descrita de manera informal assenyalant que seria necessària una quantitat infinita de pintura per cobrir la superfície interior, mentre que seria possible omplir tota la figura amb una quantitat finita de pintura i així cobrir aquesta superfície.
La solució de la paradoxa és que una àrea infinita requereix una quantitat infinita de pintura si la capa de pintura té un gruix constant. Això no es compleix en l'interior de la banya, ja que la major part de la longitud de la figura no és accessible a la pintura, especialment quan el seu diàmetre és menor que el d'una molècula de pintura. Si es considera una pintura sense gruix, seria necessària una quantitat infinita de temps perquè aquesta arribés fins al «final» de la banya.
En altres paraules, arribaria un moment en què el gruix de la trompeta seria més petit que una molècula de pintura de manera que, diguem, una gota de pintura cobriria la resta de la superfície de la trompeta (encara que fos infinit). Així, que la superfície de la trompeta sigui infinita no implicaria que la quantitat de pintura hagi de ser infinita.
Però la paradoxa també té solució encara que suposem una matèria divisible indefinidament (és a dir, si no existeixen els àtoms). Si el gruix de la capa de pintura és variable i disminueix indefinidament (tendint a zero), la quantitat de pintura es calcularia per una integral impròpia que podria ser convergent. En aquest cas, el gruix de la capa de pintura forçosament hauria de ser igual o menor al valor i, el que fa que la integral impròpia, en aquest cas, sigui convergent, és a dir, es necessita una quantitat finita de pintura.

## Equació matemàtica
La banya de Gabriel es forma utilitzant la gràfica de {\displaystyle f(x)={\frac {1}{x}}}, amb el rang {\displaystyle x\geq 1} (per evitar l'asímptota en {\displaystyle x=0}), i rotant-la en tres dimensions al voltant de l'eix Xt.
El seu descobriment és anterior al càlcul, però és fàcil de verificar integrant que la seva àrea superficial i el seu volum estan donats, respectivament per, {\displaystyle \int _{1}^{a}{\frac {2\pi {\sqrt {1+{\frac {1}{x^{4}}}}}}{x}}dx} i {\displaystyle \int _{1}^{a}{\frac {\pi }{x^{2}}}dx}.
Si es considera la part de la banya entre {\displaystyle x=1} i {\displaystyle x=a}, l'àrea de la superfície és més que {\displaystyle 2\pi \ln(a)} i el volum és {\displaystyle \pi (1-{\frac {1}{a}})}.
Quan a augmenta, l'àrea no està fitada, mentre que el volum té una cota superior de π.